# 加亚尔城堡
加亚尔城堡（法語：Château Gaillard，法語發音：[ʃato ɡajaʁ]）是法國的一座中世紀城堡，位於諾曼底大區厄爾省城鎮萊桑德利。這座城堡開始修建於1196年。
1314年，因被控在内勒塔事件中犯有通奸罪，法兰西国王腓力四世的两个儿媳纳瓦拉王后勃艮第的玛格丽特和勃艮第的布朗歇被判处终身监禁，处以削发后囚禁在加亚尔城堡的地牢，虽然先后因丈夫登基而成为法兰西王后，仍然在狱中度过了全部的王后任期。

## 外部連結

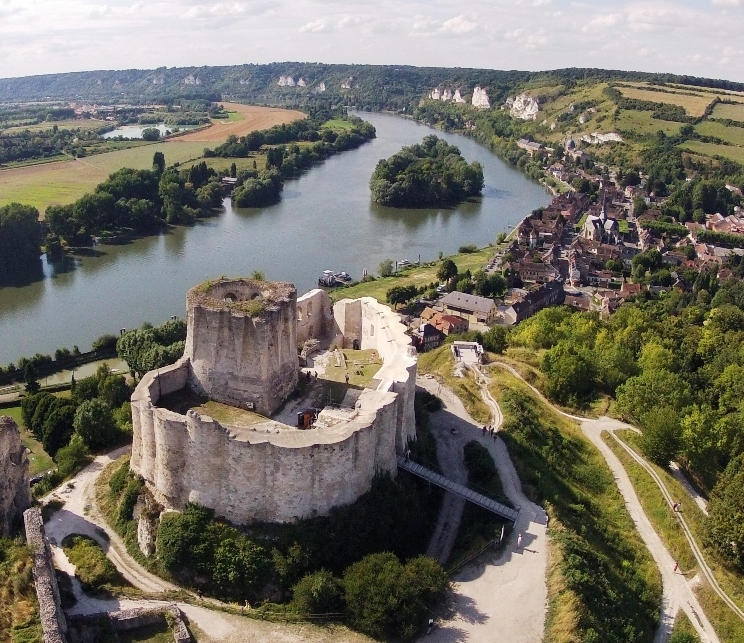
加亚尔城堡

- The sad secret of Château Gaillard - more on the tragic short lives of Blanche and Margaret, locked up here by the King of France.  Plus pics （页面存档备份，存于）
- Medieval History of Navarre.- Château Gaillard and the Queen of Navarre （页面存档备份，存于）
- French Ministry of Culture database entries for Château Gaillard:
  - . 法国文化部，梅里美数据库 （法语）., . 法国文化部，梅里美数据库 （法语）.
  - . 法国文化部，梅里美数据库 （法语）.
- Château Gaillard, history and pictures （法語）
- Château Gaillard, 3D reconstitution （页面存档备份，存于） （法語）

49°14′17″N 1°24′09″E / 49.238°N 1.4025°E